# 츠치야 케이치

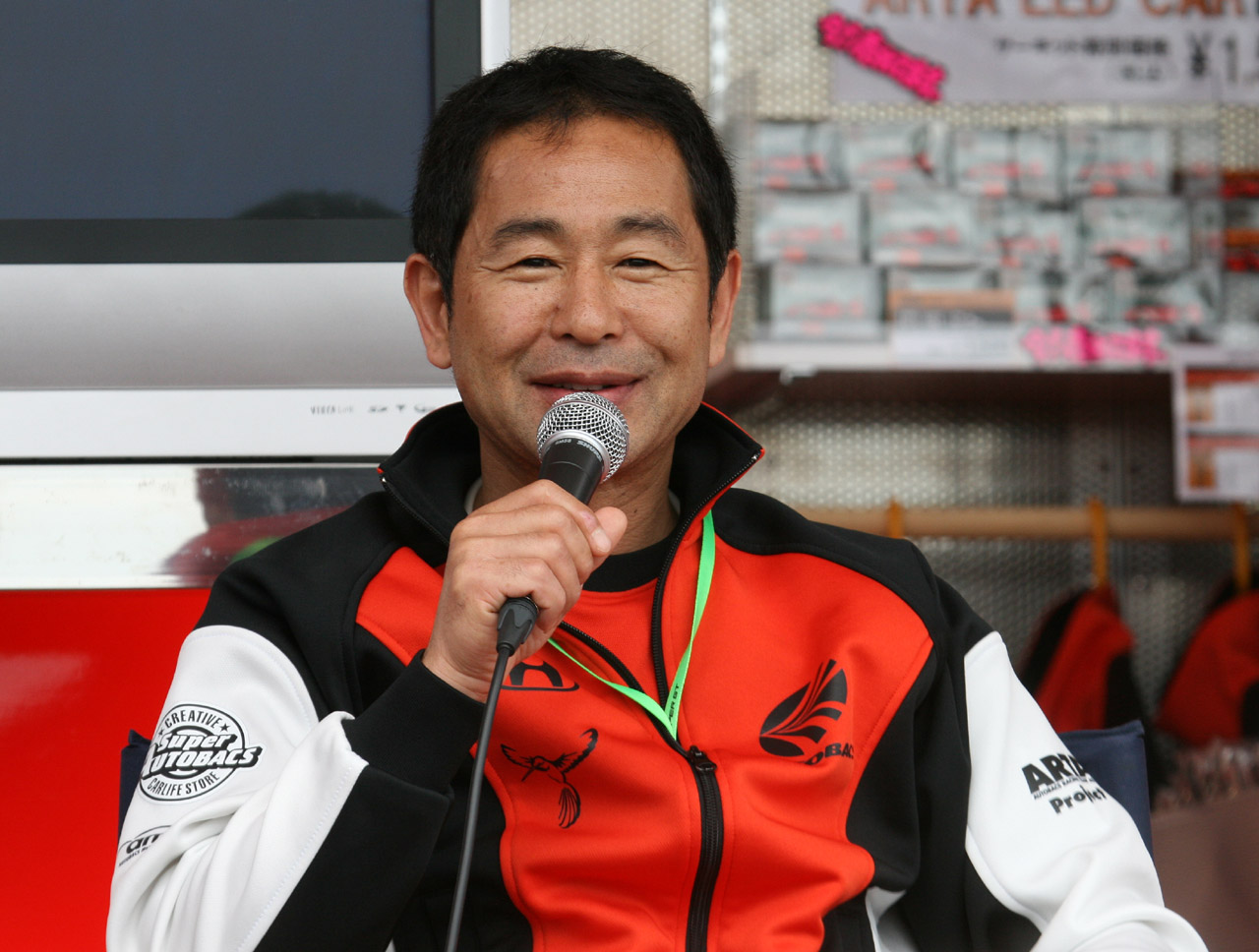

츠지야 케이치(土屋圭市, 1956년 1월 30일 ~ )는 일본의 레이서로, 드리프트 주행의 창시자라 불린다.

## 경력
- 2000년- 일본 프로레이싱 팀 '아사히'주장
- 2003년- 프로레이서 은퇴

## 영화
- 패스트 & 퓨리어스: 도쿄 드리프트 (2006) - 낚시꾼 역(단역)
- 수도 고속도로 2 (1990) - 츠지야 역(조연)

## 이니셜 D와의 관계
만화 이니셜D의 열혈 독자이자, 실제 주인공이기도 한 그는, 이니셜 D에 대한 아낌없는 조언을 주기도 한다. 이니셜 D의 애니메이션에 나왔던 AE86의 엔진음이라던가, 다른 자동차들의 엔진음을 녹음하여 주었으며, 이니셜 D의 기술지원 등을 하였다. 참고로 이니셜 D 4기 제작진이 만든 애니메이션 완간 미드나이트도 그가 기술지원을 했다.